# کانن ئی‌اواس ۶۰دی
دوربین کانن ئی‌اواس ۶۰دی (به انگلیسی: Canon EOS 60D)دوربین تک لنزی بازتابی (DSLR) شرکت کانن می‌باشد، که در تاریخ ۲۶ اگوست ۲۰۱۰ توسط این شرکت معرفی شد. دوربین عکاسی کانن ۶۰ دی (Canon EOS 60D) یکی از پرطرفدارترین دوربین‌های DSLR کانن می‌باشد که می‌توان آن را مدل بالاتر Canon EOS 550D دانست. دوربین عکاسی کانن EOS60D دارای حسگر CMOS با کیفیت ۱۸ مگاپیکسل بوده و دارای قابلیت فیلمبرداری با کیفیت FULL HD می‌باشد. ویژگی منحصر بفرد کانن EOS 60D دارا بودن صفحه نمایش چرخان می‌باشد که در بین دوربین‌های DSLR برای اولین بار استفاده شده‌است.

این دوربین به چند صورت عرضه می‌شود که شامل بسته‌های:
1. تنها دوربین (بدنه)
2. دوربین همراه با لنز EF-S ۱۸-۲۰۰ میلی‌متری (f/3.5-5.6 IS)
3. دوربین همراه با لنز EF-S ۱۷-۸۵ میلی‌متری (f/4-5.6 IS USM)
4. دوربین همراه با لنز EF-S ۱۸-۱۳۵ میلی‌متری (f/3.5-5.6 IS)
5. دوربین همراه با لنز EF-S ۱۷-۵۵ میلی‌متری (f/2.8 IS)

## مشخصات کلی
- وزن: ۷۵۵ گرم (با باتری و کارت حافظه)
- مشخصات حسگر و پرونده: حسگر CMOS با کیفیت ۱۸ مگاپیکسل - اندازه ۱۴٫۹ × ۲۲٫۳ میلی‌متر-تکنولوژی تشخیص چهره - تکنولوژی تشخیص لبخند
- فیلم: ابعاد فول اچ‌دی - سرعت ۶۰ فریم بر ثانیه
- عکسبرداری: سرعت شاتر از ۱/۸۰۰۰ ثانیه تا ۳۰ ثانیه
- حساسیت سنسور: ۱۰۰ تا ۶۴۰۰ و (۱۲۸۰۰ در حالت تقویت شده)
- سیستم نورسنجی: ۶۳ منطقه‌ای iFCL
- نمایگر: از نوع ال‌سی‌دی و چرخشی- ۳ اینچ با رزولوشن ۱٬۰۴۰٬۰۰۰ پیکسل - Live View
- فلاش: داخلی (Pop-Up) با برد ۱۳ متر با قابلیت نصب فلاش خارجی (Hot-shoe, E-TTL II)
- صفحه نمایش: ۳ اینچ با رزولوشن ۱٬۰۴۰٬۰۰۰ پیکسل - Live View
- باتری: یون لیتیوم مدل (LP-E6)
- سایر مشخصات: ذخیره بر روی کارت حافظه SD/SDHC/SDXC

### نگارخانه

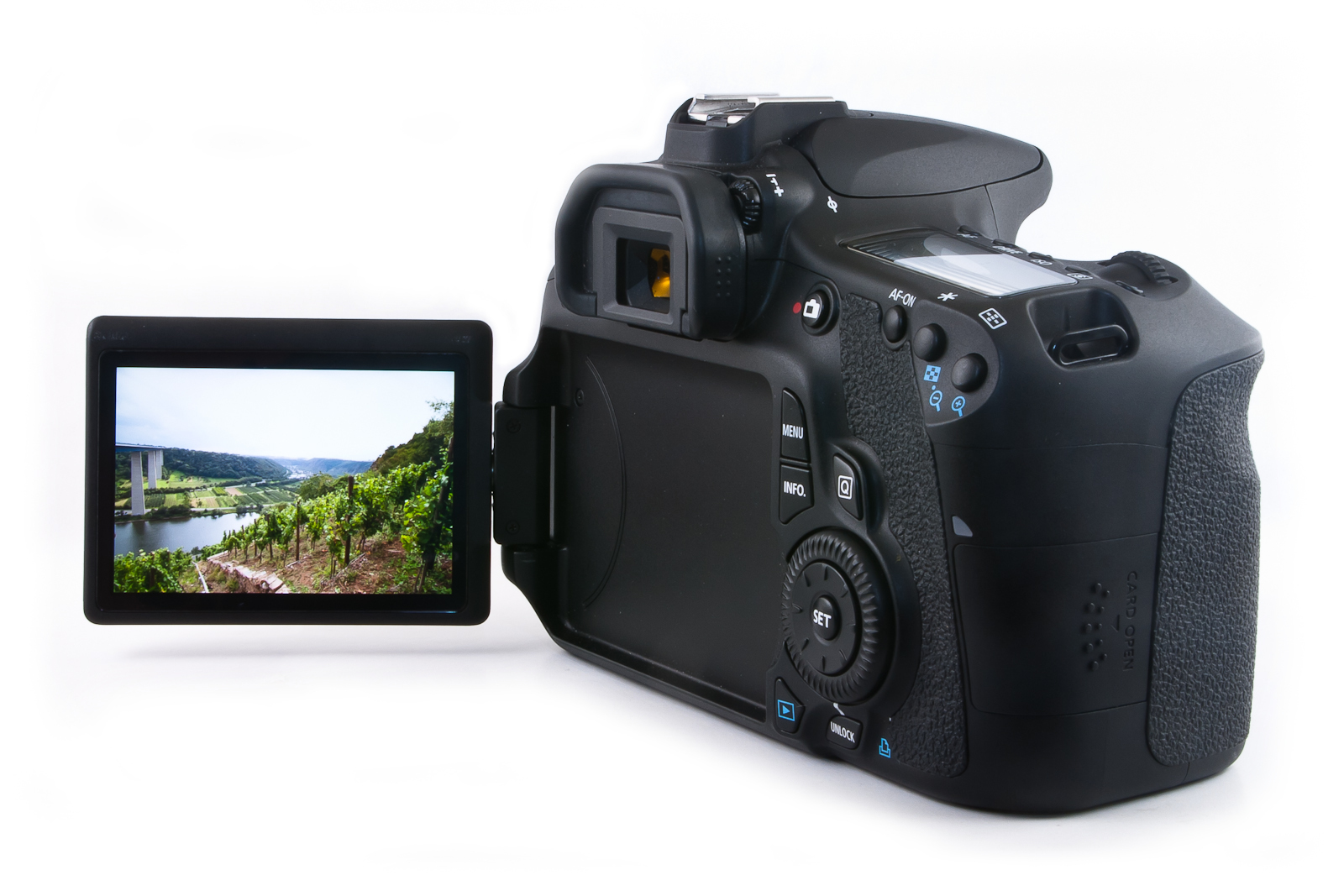
کانن ای‌اواس ۶۰دی
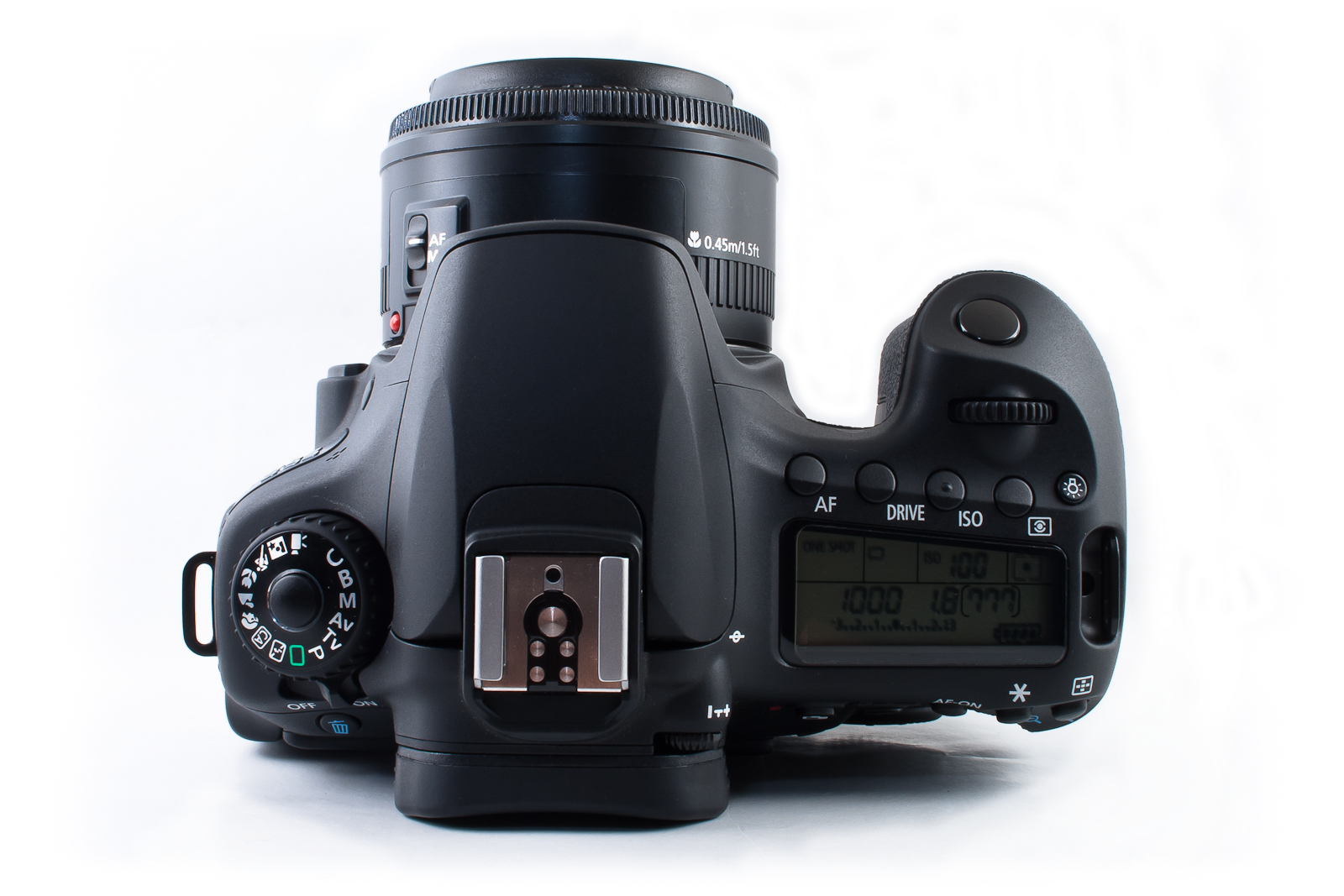
کانن ای‌اواس ۶۰دی از بالا
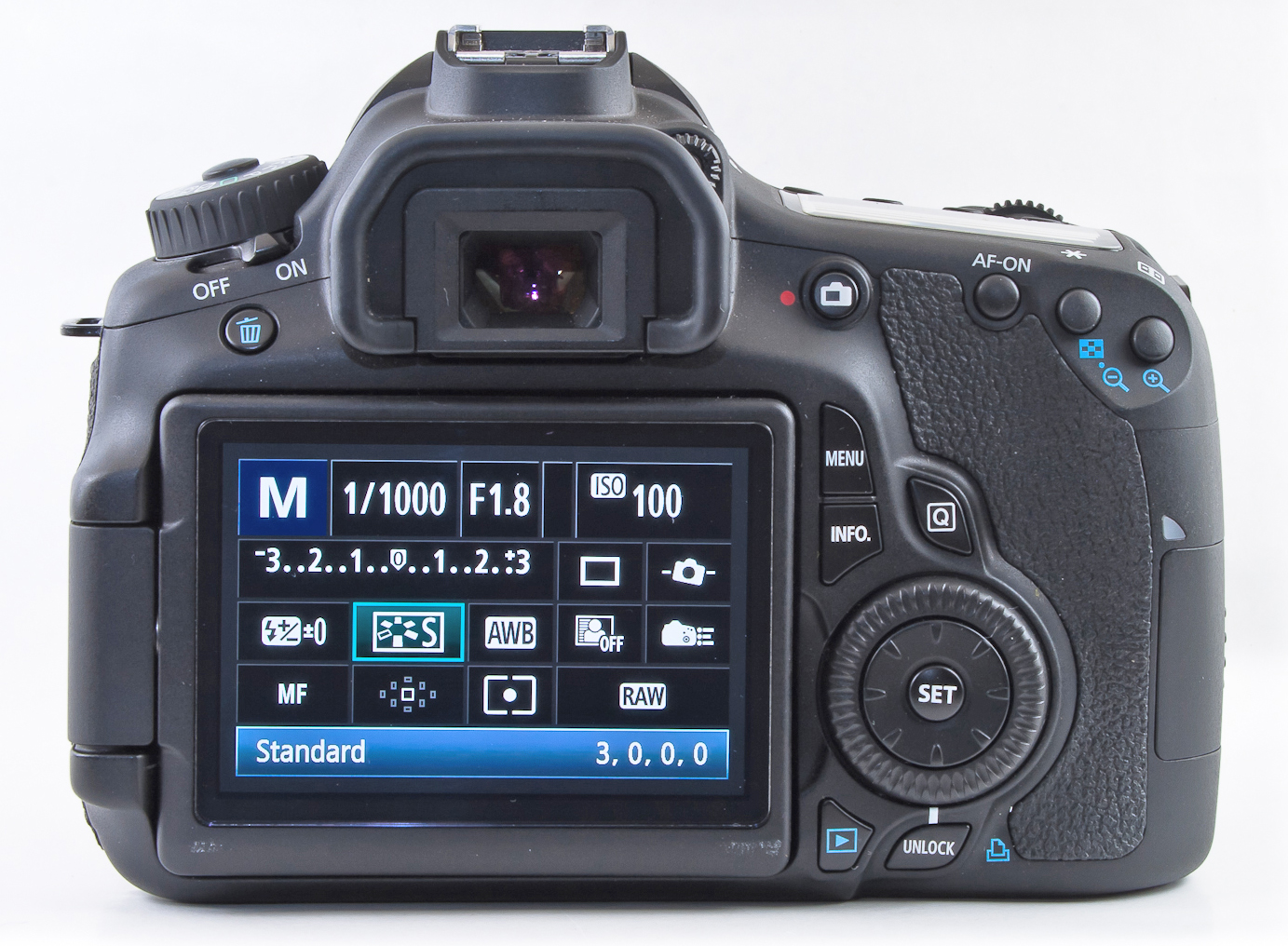
کانن ای‌اواس ۶۰دی از پشت
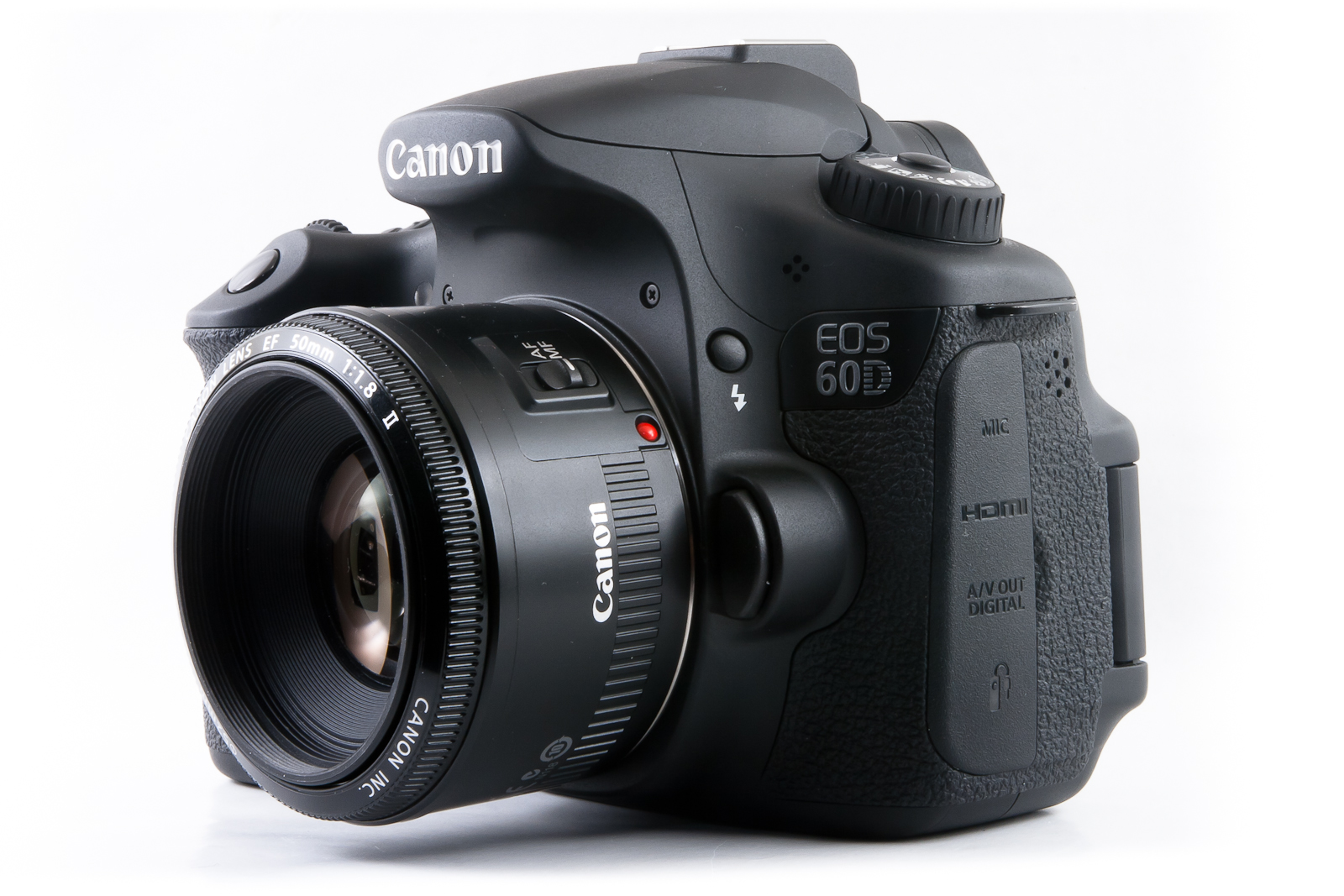
کانن ای‌اواس ۶۰دی با لنز ۵۵ میلی‌متری (f/1.8 II)